# 6-й окремий полк рейнджерів (Україна)
6-й окремий полк рейнджерів (6 ОПР) — формування Сил спеціальних операцій Збройних сил України. Спеціалізується на розвідці, проведенні штурмових операцій та рейдів у тилу ворога.

## Історія
У квітні 2024 року ЗМІ повідомили про створення Окремого спеціального полку Рейнджерів. Створення пов'язували із ССО, хоча пресслужба командування Сил спеціальних операцій тоді не коментувала створення нового підрозділу. Згодом ЗМІ повідомили, що спецпідрозділ «Rangers» набирав резервістів. Вийшло і інтерв'ю із командиром 6-го окремого штурмового полку «Рейнджер» на прізвисько «Бобер». Кампанія рекрутингу продовжувалася у травні і червні.
28 жовтня 2024 року стало відомо, що штурмові частини підрозділу мають на озброєнні модернізовані БМП-1 з баштою «СІЧ» українського виробництва, броньовані HMMWV та іншу автомобільну техніку.
На жовтень було мало даних щодо складу та організаційної структури Корпусу Рейнджерів у Силах спеціальних операцій ЗСУ, до якого мав входити 6-й полк. «Мілітарний» припускав, що цей полк був єдиним боєготовим формуванням у Корпусі.
У грудні 2024 року повідомлялося, що полк здійснював аеророзвідку у боях на Курщині.
7 березня 2025 року стало відомо, що 6-й окремий полк рейнджерів провів успішну операцію, здійснивши наліт на російські та північнокорейські позиції у Курській області. В результаті вдалих спеціальних дій бійці ССО ліквідували 8 окупантів.
24 травня 2025 року стало відомо, що, бійці полку «Рейнджер» Сил спеціальних операцій отримали на озброєння німецькі тактичні авіадесантні машини Caracal.

## Втрати
- 6 січня 2025 — Віталій Боднарчук, 16.05. 1991, м. Хмельницький. Загинув під час виконання бойового завдання на Курщині[10].
- 22 січня 2025 — Ковальчук Владислав. 9.04.2002 р.н., м. Бердичів. Загинув на Донеччині [11]
- 1 червня 2025 — Дармограй Микола Миколайович. 23.09.2000 р.н., с. Заставля. Старший лейтенант. Загинув на Курщині [12]
- 1 червня 2025 — Мельник Ростислав Петрович 14.03.1995 р.н.,с. Бронівка. Молодший Сержант. Загинув на Курщині